# 素反応
素反応（、英: elementary reaction）は、1個もしくは複数の化学種が直接反応して1段階で遷移状態を通って生成物に至る化学反応である。実際は、反応中間体が検出されなかったり、反応が単分子スケールであると仮定せざるを得ない場合はその反応は素反応であると考えられている。見かけ上の素反応が実は寿命の短い反応中間体を含む多段階反応である可能性もある。
一分子反応の素反応では、分子Aが解離したり異性化したりして生成物になる。
{\displaystyle {\mbox{A}}\rightarrow {\mbox{products.}}}
温度が一定ならば、そのような反応の反応速度はAの濃度に比例する。
{\displaystyle {\frac {d[{\mbox{A}}]}{dt}}=-k[{\mbox{A}}].}
2分子反応の素反応では、2つの原子、分子、イオンやラジカルなど（AとBとする）が反応して生成物に変わる。
{\displaystyle {\mbox{A + B}}\rightarrow {\mbox{products.}}}
温度が一定ならば、反応速度はAとBの濃度の積に比例する。
{\displaystyle {\frac {d[{\mbox{A}}]}{dt}}={\frac {d[{\mbox{B}}]}{dt}}=-k[{\mbox{A}}][{\mbox{B}}].}
二分子素反応の反応速度式はしばしば、1864年にカトー・マキシミリアン・グルベルグとワーゲが提唱した質量作用の法則（英語版）で参照される。このタイプの反応の例として環化付加反応が挙げられる。この反応の反応速度式は衝突理論を用いて理想気体の第一法則から導ける。溶解度に低い液体の平衡の場合は、単純な確率論から結果が得られる。
衝突理論によれば、3つの化学種が溶液中で衝突して反応する（三分子反応）確率は無視できるほど小さい。したがってそのような反応は素反応ではなく、質量作用の法則に従って二分子の反応の組に分けることができると考えられている。しかし、全体の反応速度を導き出すことが常に可能ではない。ただし定常状態近似やミカエリス・メンテンの近似を用いることで反応速度式を導くことが可能な場合がある。